# Canalul Casiquiare

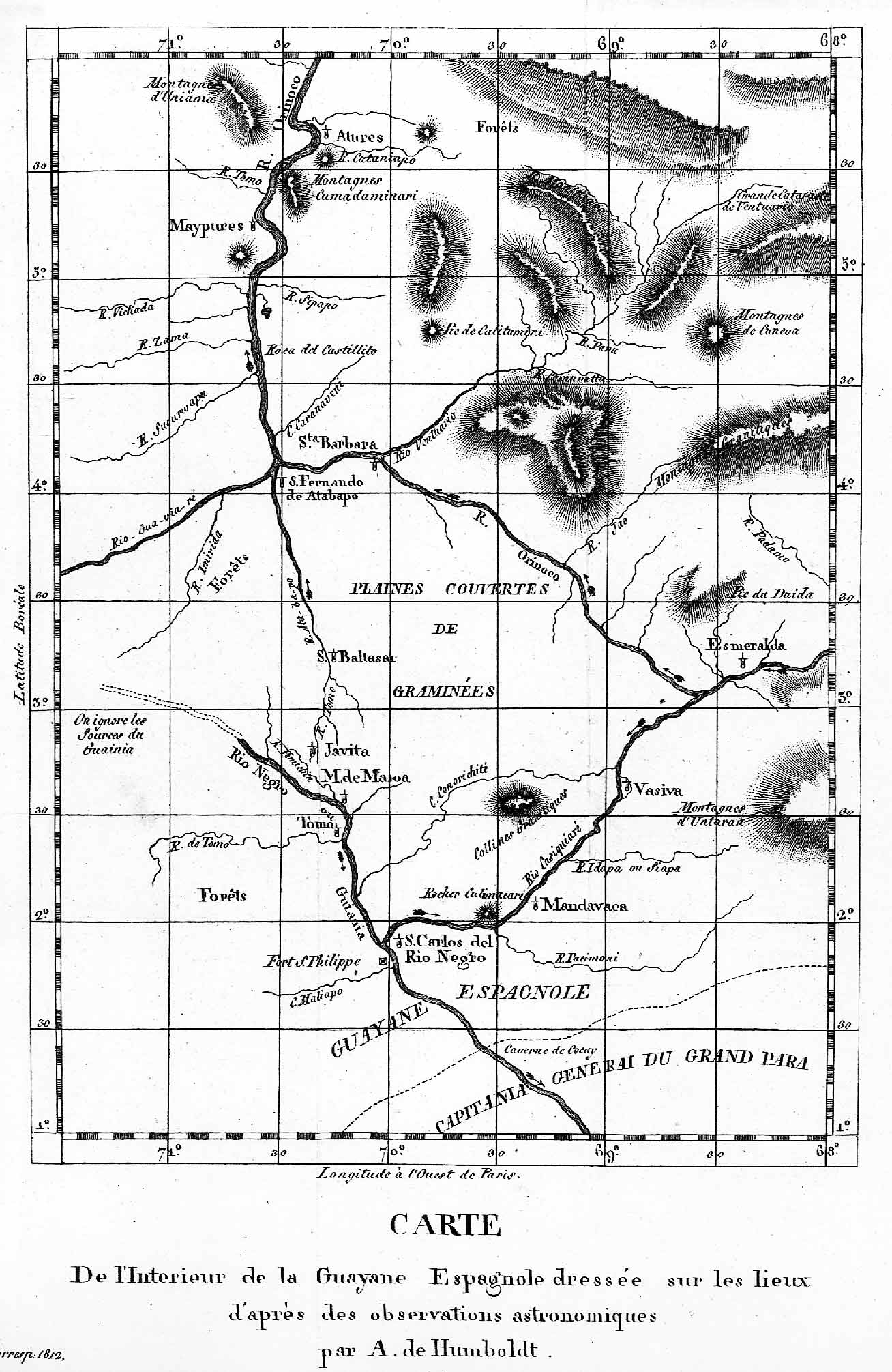
Harta Canalului Cassiquiare bazată pe observațiile lui Alexander von Humboldt din 1799.

Canalul Casiquiare este un râu în Venezuela care formează cea mai mare difluență. El se formează în zona superioară a Orinoco și curge spre sud în Rio Negro, în America de Sud. Ca atare, acesta formează un canal natural unic, între Orinoco și sistemul fluviului Amazon. Acesta este cel mai mare râu de pe planetă care leagă două sisteme majore de fluvii.

## Descoperire
În 1744 un preot iezuit pe nume Părintele Roman, în timp ce mergea spre fluviul Orinoco, a întâlnit unii sclavi-comercianți portughezi din așezările de pe Rio Negro. El i-a însoțit la întoarcerea lor, prin intermediul canalului Casiquiare, și apoi a urmat traseul lui la Orinoco. Charles Marie de La Condamine, șapte luni mai târziu, a fost în măsură să dea Academiei Franceze datele adunate de părintele Roman, și, astfel, să confirme existența acestei căi navigabile interioare, care a fost prima dată raportată de către preotul by Father Acuña în anul 1639.
Dar declarația părintelui Roman a fost prea puțin crezută până când a fost verificată, în 1756, de către "Comisia Yturriaga și Solano". În 1800 savantul german Alexander von Humboldt și botanistul francez Bonpland Aimé au explorat râul. În 1924-1925 Alexander H. Rice Jr. a condus expediția de la Universitatea Harvard, el a călătorit până la Orinoco, a traversat canalul Casiquiare, și a coborât spre Rio Branco la Amazon lângă Manaus. A fost prima expediție care a utilizat fotografiile aeriene și undele radio scurte pentru cartografierea regiunii. În 1968 canalul Casiquiare a fost navigat cu o pernă de aer SRN6 în timpul unei expediții National Geographic.

## Geografie
Canalul Casiquiare își are originea din fluviul Orinoco la 14 km mai jos de misiunea de la La Esmeralda, la 3°8′18.5″N 65°52′42.5″V / 3.138472°N 65.878472°V, și este la aproximativ 123 de metri deasupra nivelului mării. Gura sa de vărsare de la Rio Negro, un afluent al fluviului Amazon, este în apropierea orașului San Carlos și este la 91 de metri deasupra nivelului mării.
Cursul general este sud-vest, și lungimea acestuia, inclusiv înfășurări, este de aproximativ 326 km. Lățimea lui, la bifurcarea cu Orinoco, este de aproximativ 90 m, cu un curent spre Rio Negro de 0,3 m / s. Cu toate acestea, el crește în volum datorită tributarilor foarte numeroși, mari și mici, pe care îi primește pe traseu, crescând volumul crește și viteza sa, și în sezonul umed ajunge 2,2 m / s, chiar 3.6 m / s în anumite zone. Se lărgește considerabil când se apropie de gura sa, 533 m. Volumul de apă pe care îl capturează Casiquiare din Orinoco este mic în comparație cu ceea ce se acumulează pe cursul său.
În perioadele de inundații se spune că are o altă legătură cu Rio Negro de către un braț sucursală, care începe de la vest, numit Itinivini, și se termină la aproximativ 80 km mai sus de gura sa. În sezonul uscat, nivelul său scade, și este obstrucționat de către bancurile de nisip, praguri și câteva pietre de granit. Malurile sale sunt dens împădurite, și solul mai fertil decât cel de-a lungul Rio Negro. Panta generală a câmpiilor prin care trece canalul este sud-vest, iar pantele de la Rio Negro sunt orientate spre sud-est.
Casiquiare nu este un canal lent pe un platou plat, dar este un râu mare, rapid, care, în cazul în care apele sale superioare nu au contact cu Orinoco, probabil prin reducerea nivelului său, ar aparține în întregime de Rio Negro din Amazon.
La vest de Casiquiare, există o conexiune mult mai scurtă și mai facilă între Orinoco și bazinele Amazonului, numită Istmul Pimichin, la care se ajunge prin ascendența ramurei râului Terni un afluent al lui Atabapo care este afluent al Orinoco. Deși Terni este oarecum obstrucționat, se crede că ar putea fi făcut cu ușurință navigabil pentru ambarcațiuni mici. Istmul are peste 16 km, cu sol ondulat, nicăieri peste 15 m, cu mlaștini. Este mult utilizat pentru tranzitul de pirogi mari, care sunt tractate peste el de la râul Terni, și care ajung la Rio Negro printr-un râu mic numit Pimichin.

## Difluența hidrografică
Difluența canalului Casiquiare-Orinoco este o reprezentare a decalajului de apă hidrografic care delimitează separarea între bazinul Orinoco și bazinul Amazonului. (Bazinul Orinoco este orientat spre vest-nord-nord-est până în Caraibe; bazinul Amazonului este orientat spre est până la Oceanul Atlantic de vest, nord-est extrem al Braziliei).
În esență, divizarea râului, este un curs spre vest, secțiunea din amonte a Orinoco din Venezuela și un curs cu o ieșire la sud, în bazinul Amazonului. Acest râu este numit canalul Casiquiare, care ia viteză spre sud și acumulează, de asemenea, un volum mare de apă.
Cea mai mare manifestare a decalajului este la inundații. În timpul etapei de inundații, punctul de vărsare a Casiquiare în Rio Negro este completat de un alt braț, și de mai multe bifurcații minore la intrarea în Rio Negro. La inundații, râul devine un flux de sursă de suprafață, mult mai mare decât un râu îngust și limitat.